# أليس تولى
أليس تولى (بالإنجليزية: Alice Tully)‏ هي موسيقية ومغنية أوبرا ومغنية أمريكية، ولدت في 14 سبتمبر 1902 في كورنينغ في الولايات المتحدة، وتوفيت في 10 ديسمبر 1993 في نيويورك في الولايات المتحدة بسبب إنفلونزا.